# Nazionale maschile di pallacanestro di Gibilterra
La nazionale maschile di pallacanestro di Gibilterra rappresenta Gibilterra nelle competizioni internazionali maschili di pallacanestro gestite dalla FIBA. È sotto il controllo della Federazione cestistica di Gibilterra.

## Storia
La nazionale di Gibilterra partecipa al Campionato europeo FIBA dei piccoli stati. Il suo miglior risultato è il quarto posto raggiunto nel 1998 e 2018.

## Piazzamenti
- 1988: 7º
- 1990: 5º
- 1992: 7º
- 1994: 7º
- 1996: 8º

- 1998: 4º
- 2000: 6º
- 2002: 8º
- 2004: 7º
- 2006: 7º

- 2008: 6º
- 2010: 7º
- 2012: 7º
- 2014: 6º
- 2016: 8º

- 2018: 4º

## Formazioni

### Campionati europei dei piccoli stati
Campionato europeo FIBA dei piccoli stati 20125 Sercombe, 6 Alecio, 7 Yeats, 8 Schwartz, 9 Turner, 10 Guerrero, 11 McCann, 12 Buxton, 13 Gomez, 14 Noon, 15 Cassaglia,        All. John Randall Haefner
Campionato europeo FIBA dei piccoli stati 20144 Sercombe, 5 Gomez, 6 Felice, 7 Britto, 8 García, 9 Turner, 10 Yeats, 11 Barratt, 12 Buxton, 13 Alecio, 14 Noon, 15 Cassaglia,        All. Jason McMahon
Template:Gibilterra maschile pallacanestro europeo dei piccoli stati 2016
Template:Gibilterra maschile pallacanestro europeo dei piccoli stati 2018
Template:Gibilterra maschile pallacanestro europeo dei piccoli stati 2020
Campionato europeo FIBA dei piccoli stati 20223 Culross, 7 McGrail, 8 Gracia, 10 A. Yeats, 11 El Yettefi, 12 Yome, 14 I. Yeats, 15 Noon, 16 Garcia Tejon, 22 Cassaglia, 23 Rodríguez, 33 Buxton,        All. Adam Cassaglia

## Selezioni giovanili
- Selezioni giovanili della nazionale maschile di pallacanestro di Gibilterra